# Карпатос (аеропорт)
Аеропорт «Карпатос» (IATA: AOK, ICAO: LGKP) (грец. Κρατικός Αερολιμένας Καρπάθου) — національний аеропорт на острові Карпатос, Греція, розташований за 15 км від міста Карпатос. Злітно-посадкова смуга, будівництво якої було завершено 1986 року, має довжину 2 100 метрів.

## Авіалінії та напрямки, серпень 2019
| Авіакомпанія           | Пункт призначення                                         |
| ---------------------- | --------------------------------------------------------- |
| AirBaltic              | Сезонний чартер: Гельсінкі                                |
| Austrian Airlines      | Сезонний: Відень, Лінц                                    |
| Aviolet                | Сезонний чартер: Белград                                  |
| Blue Panorama Airlines | Сезонний: Мілан-Бергамо, Болонья                          |
| Danish Air Transport   | Сезонний чартер: Біллунн, Копенгаген                      |
| Eurowings              | Сезонний: Кельн/Бонн                                      |
| Neos                   | Сезонний чартер: Бергамо, Болонья, Мілан-Мальпенса Верона |
| Novair                 | Сезонний чартер: Стокгольм-Арланда                        |
| Olympic Air            | Афіни                                                     |
| Scandinavian Airlines  | Сезонний чартер: Гетеборг, Копенгаген, Осло-Гардермуен    |
| Sky Express            | Афіни                                                     |
| SmartWings             | Сезонний: Прага                                           |
| Transavia              | Сезонний чартер: Амстердам                                |
| TUI fly Netherlands    | Сезонний: Амстердам                                       |
| Volotea                | Сезонний: Венеція                                         |
| Vueling                | Сезонний: Рим-Ф'юмічіно                                   |
| Widerøe                | Сезонний чартер:: Осло-Гардермуен                         |